# Livraria Esperança

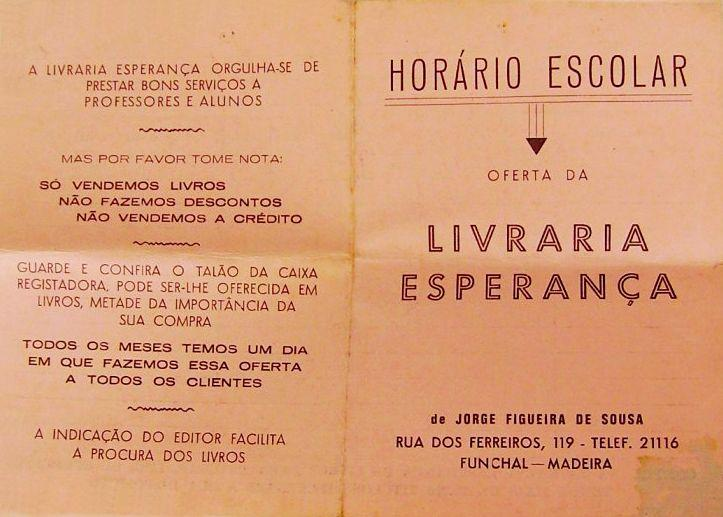
Horário escolar fornecido pela Livraria Esperança na década de 1960

A Livraria Esperança é uma livraria na cidade do Funchal, na Madeira, fundada em 1886. Foi o primeiro estabelecimento comercial da ilha a vender apenas livros. É a segunda maior livraria do mundo com os seus mais de 106 mil exemplares, mais de 20 salas e 1 200 metros quadrados.
Neste texto falta editar que, aquando da morte de José Figueira de Sousa e ainda antes, a direcção da Livraria Figueira (e não Livraria Esperança), quem ficou à frente do negócio foi Alfredo Guerra, que a geriu durante a maior parte da sua vida. Após a sua morte em 1965, ficou António Figueira de Sousa a gerir a Livraria Figueira até 1973, quando fechou. Jorge Figueira de Sousa só inaugurou a sua própria Livraria Esperança após o fecho da Livraria Figueira, porque nunca foi admitido no seu conselho de gerência.  Portanto nesta história falta referir a Livraria Figueira na Rua dos Ferreiros, e o facto de que a Livraria Esperança só surgiu em 1975. Não é que todo a mais antiga livraria do país, e o facto de referir Jacintho Figueira de Sousa sem referir o maior e melhor gerente da livraria, Alfredo Guerra, uma falha muito grande. Havia a Livraria Figueira, de que todos se lembram, e só depois apareceu a Livraria Esperança.

## História
Em 1886, Jacintho Figueira de Sousa (1860–1932) cria a Livraria e Tipografia Esperança, a primeira loja exclusiva de livros na Madeira. A empresa ocupava o quarteirão entre a travessa do Nascimento, a travessa do Forno, a atual rua 5 de Outubro (que à altura se denominava rua do Príncipe, nome mantido até à Implantação da República) e a rua dos Ferreiros, onde tinha a entrada principal. Por volta de 1900, a entrada principal passa para a rua do Príncipe, apesar de se manter a entrada na outra rua.
Em 1914, a Livraria e Tipografia Esperança muda-se para a rua da Alfândega, mais interessante do ponto de vista comercial. O fundador morre em 1932 e o filho, José Figueira de Sousa, continua o empreendimento.
Em 1934, a livraria regressa à rua dos Ferreiros, agora para instalações em frente às que outrora ocupara. Entretanto, José Figueira de Sousa falece em 1960, passando para o filho, Jorge Figueira de Sousa, e sua mulher, Maria Lurdes Figueira de Sousa, a gestão da livraria.
A loja manter-se-ia naquele local até 1973, quando se muda para o atual edifício no n.º 119 da mesma rua, por necessidade de mais espaço. À data desta última reabertura, tinha um stock de 12 000 livros diferentes que fazia dela a 3.ª maior livraria do país em oferta disponível.
Sob a orientação do casal Jorge e Lurdes Figueira de Sousa, a Esperança adota um conjunto de políticas:
- ter em stock quase todos os livros em português, ou seja, todos os editados em Portugal e os que, sendo editados no Brasil, têm distribuidores em Portugal;
- ser uma livraria de fundos, isto é, sempre que um livro é vendido, este é reposto até que o editor o decrete como esgotado – é a única livraria deste tipo em Portugal;
- apresentar cada edição diferente exposta por capa, para melhor a publicitar.

Em 1991, é instituída a Fundação Livraria Esperança, instituição particular de solidariedade social declarada de utilidade pública, tendo em vista “com metade dos rendimentos a distribuir da livraria serem oferecidos livros às crianças do arquipélago da Madeira, com o objetivo de divulgar os hábitos de leitura”.
Em 1996, adquire o palacete defronte às suas instalações principais, passando aquele a se denominar sucursal e estas sede. O espaço de livraria da sucursal é atualmente maior do que o da sede.
Em 2012, falece Jorge Figueira de Sousa, a terceira geração de livreiros da Esperança.